# 北九州市立中央中学校
北九州市立中央中学校（きたきゅうしゅうしりつ ちゅうおうちゅうがっこう）は、福岡県北九州市八幡東区中央三丁目にある公立中学校。

## 教育目標
- 生きる力を育むことを目指し、心豊かでたくましく生きる生徒を育成する
- 校訓である「自立・友愛･克己」の精神を伸ばし、具体的に実践できる生徒を育成する

## 歴史
現在では新制中学校の設置をもって開校年度としているが、それ以前からの歴史を加味すると100年以上の歴史を持つ学校である。まず、1902年（明治35年）に「遠賀郡全町村立八幡高等小学校」が開校した。高等小学校は尋常小学校の上に位置する学校で、10歳から14歳（現在でいうと小学校5年生から中学校2年生）までを対象とした学校であった。5年後の1907年（明治40年）には「遠賀郡八幡町立八幡高等小学校」と改称される。
その後、同校は尋常小学校を出た生徒が働きながら学ぶ実業補習学校として1917年（大正6年）に「八幡市八幡実業補習学校」と改称され、国民学校令が施行された1941年（昭和16年）には「八幡市八幡第二国民学校」として国民学校に改称される。戦争が終わると、今度は1947年（昭和22年）の学制改革に伴って「八幡市立中央中学校」として開校した。 1963年（昭和38年）に北九州市が誕生すると、「北九州市立中央中学校」と改称する。
1960年（昭和31年）には大蔵中学校新設により校区が変更される。1965年（昭和40年）にはPTAが文部大臣表彰を受賞した。1985年（昭和60年）には中央中学校同窓会総会が行われた。1987年（昭和62年）には創立40周年を迎えている。

## 交通
- バス
「中央三丁目」「上本町一丁目」が最寄バス停。
- 電車
スペースワールド駅が最寄駅。

## 年間行事
- 4月 入学式
- 5月 修学旅行（3年生）
- 6月 社会見学（2年生）、生徒総会、ふれあい合宿（1年生）、クラスマッチ（2年生）、美術館学習（2年生）
- 7月 演劇発表会
- 9月 体育大会
- 11月 文化祭、社会見学（1年生）
- 12月 クラスマッチ（3年生）
- 1月 百人一首大会（1･2年生）
- 3月 3年生を送る会、クラスマッチ卒業式（1･2年生）

## 周辺施設
- 高炉台公園…本校が立つ熊本山の多くを占める公園。
- イオン八幡東ショッピングセンター
- 大谷球場
- 北九州市立八幡小学校…学区内にある小学校。敷地も隣にある。